# Ocoelophora agana
Ocoelophora agana är en fjärilsart som beskrevs av Louis Beethoven Prout 1926. Ocoelophora agana ingår i släktet Ocoelophora och familjen mätare. Inga underarter finns listade i Catalogue of Life.